# Хендерсон, Джеральд
Джеральд Хендерсон (англ. Gerald Henderson; род. 16 января 1956, Ричмонд) — американский профессиональный баскетболист, выступавший в Национальной баскетбольной ассоциации за команды «Бостон Селтикс», «Сиэтл Суперсоникс», «Нью-Йорк Никс», «Филадельфия Севенти Сиксерс», «Милуоки Бакс», «Детройт Пистонс» и «Хьюстон Рокетс». На драфте 1978 года, был выбран «Финиксом Санз», в 3 раунде, 64 пиком. Играл на позиции разыгрывающего защитника. Хендерсон 3 раза становился чемпионом НБА («Бостон Селтикс»: 1981, 1984; «Детройт Пистонс»: 1990).
Многим запомнился перехват Хендерсона у Джеймса Уорти во 2-м матче финала НБА 1984 года. Этот перехват помог «Селтикс» сравнять счет и перевести матч в овертайм, в котором Бостон победил со счетом 124—121. После этого, к Джеральду прицепилась фраза: Хендерсон крадет мяч.
В 2006 году, он и его жена создали бизнес по недвижимости, Blue Bell, в Пенсильвании. Его сын, Джеральд Хендерсон (младший), на драфте 2009 года был выбран «Шарлотт Бобкэтс» в 1 раунде под 12 номером.